# Dunapataj
Dunapataj är en ort i Ungern.   Den ligger i provinsen Bács-Kiskun, i den centrala delen av landet, 90 km söder om huvudstaden Budapest. Dunapataj ligger 94 meter över havet och antalet invånare är 3 693.
Terrängen runt Dunapataj är mycket platt. Runt Dunapataj är det glesbefolkat, med 19 invånare per kvadratkilometer. Närmaste större samhälle är Paks, 10,6 km väster om Dunapataj. Trakten runt Dunapataj består till största delen av jordbruksmark.